# Grumman F4F Wildcat
Cet appareil ne doit pas être confondu avec le F-4F, une version du McDonnell Douglas F-4 Phantom II destinée à l'Allemagne de l'Ouest.
Pour les articles homonymes, voir Wildcat.
Le Grumman F4F Wildcat est un avion de chasse embarqué américain en service au sein de la marine et du corps des Marines américains ainsi que dans l'aéronavale britannique pendant la Seconde Guerre mondiale.
Bien que dominé sur le plan des performances pures par son adversaire principal, le Mitsubishi A6M Zéro japonais, le Wildcat, grâce à sa grande robustesse, à son blindage efficace et à l'emploi de tactiques adaptées, permit aux forces alliées de conserver l'initiative pendant les campagnes de l'année 1942 (Mer de Corail, Midway, Guadalcanal, bataille des îles Santa Cruz). De nombreux pilotes de F4F remportèrent un nombre élevé de victoires, le record étant détenu par le major (commandant) Joe Foss du corps des Marines avec 28 victoires obtenues en moins de trois mois pendant la campagne de Guadalcanal.
Remplacé en première ligne par le Chance Vought F4U Corsair et le Grumman F6F Hellcat à partir de 1943, il resta néanmoins en service jusqu'à la fin de la guerre sur les porte-avions d'escorte où sa petite taille était un avantage. Pour permettre à Grumman de se concentrer sur la production des Hellcat, sa fabrication (ainsi que celle du bombardier-torpilleur Avenger) fut progressivement transférée à la division Eastern Aircraft de General Motors à partir de la fin de 1942. Les deux versions du Wildcat produites successivement par cette dernière compagnie - appelées FM-1 et FM-2 - représentèrent en fait près des trois quarts (73%) de la production totale de l'appareil, soit 5280 FM-1 et -2 sur un total de 7251 appareils produits, toutes versions confondues .
L'arrivée du F4F fournit à la Royal Navy un chasseur embarqué performant, disponible en nombre, et surtout beaucoup mieux adapté que les Sea Hurricane et Seafire aux conditions d'utilisation difficiles rencontrées sur les porte-avions, dans l'attente des Hellcat et Corsair fournis ultérieurement par les États-Unis. Sous les cocardes britanniques, l'appareil fut initialement baptisé Martlet mais cette appellation fut abandonnée dès 1944.
Le Wildcat fut très rapidement retiré du service dès la fin du conflit.

## Conception
La société Grumman Aircraft Engineering Corporation, fondée en 1929 pour concevoir des flotteurs d'hydravion, ne tarda pas à concevoir son premier avion, le Grumman FF, en 1931, un biplan dont les caractéristiques principales étaient un train d'atterrissage se rétractant dans le fuselage, un poste de pilotage fermé et une construction entièrement en métal. Après en avoir utilisé quelques exemplaires, l'US Navy lui commanda alors un chasseur amélioré, le Grumman F2F, puis son successeur, le Grumman F3F, qui arriva dans les unités de combat en 1938.
Alors que le F3F-1 subissait son programme d'évaluation, en novembre 1935, l'US Navy lança un nouvel appel d'offres. Grumman y répondit en proposant son modèle G-16 dont la Navy commanda un prototype sous la désignation de XF4F-1. L'avion vola le 2 mars 1936, mais aucune commande de série n'aboutit. À la suite de la commande du prototype du monoplan Brewster F2A Buffalo en juin, Grumman décida de répliquer avec son propre monoplan, le XF4F2, qui fut lui aussi commandé le 28 juillet. Le 2 septembre 1937, Bob Hall (en) fit effectuer son premier vol au XF4F-2. Le monoplan, propulsé par un Pratt & Whitney R-1830-66 Twin Wasp de 1 050 chevaux, possédait les mêmes traits distinctifs que ses ancêtres biplans, il était armé de deux mitrailleuses de 12,7 mm dans le capot moteur et deux autres pouvaient être ajoutées dans les ailes, ainsi que deux bombes de 50 kg sous les ailes.
Les deux prototypes furent alors testés intensivement par la Navy pour déterminer le meilleur. Cependant, le 11 avril 1938, à la suite d'une panne moteur, le XF4F-2 fut gravement endommagé, et par la suite la Navy se prononça en faveur du Brewster en juin, même si elle était impressionnée par les performances du XF4F-2. L'équipe Grumman retourna à ses planches à dessin, et le 12 février 1939 le XF4F-3 prenait son envol. Le nouvel avion était motorisé par un R-1830-76 de 1 200 ch, et avait eu aussi ses ailes et son empennage redessinés. Il fut évalué par les pilotes de la Navy de mars à mai, puis renvoyé en usine pour éliminer les défauts de stabilité et de refroidissement rencontrés. Le dièdre de l'aile fut alors augmenté d'un degré, la surface des ailerons fut diminuée alors que celle du gouvernail fut augmentée. Les difficultés de refroidissement du moteur ne furent résolues que par le montage d'une nouvelle hélice avec des pales larges. Les essais par la marine furent si encourageants, la vitesse de pointe atteinte étant de 537 km/h, que trente-quatre avions furent commandés dès août, alors que l'évaluation n'était pas achevée. Celle-ci se termina par l'accident du prototype en décembre. Mais, en février 1940, le premier exemplaire de série quittait les chaînes de montage de l'usine de Bethpage, et servit à finir la mise au point du modèle. Le deuxième suivit en juillet. Ils étaient tous les deux armés de deux mitrailleuses de capot de 7,62 mm et de deux mitrailleuses d'ailes de 12,7 mm, et les réservoirs de carburant étaient pressurisés pour faciliter l'alimentation du moteur à haute altitude. Les suivants seront armés de quatre mitrailleuses de 12,7 mm dans les ailes, munis de plaques de blindage et d'un train d'atterrissage renforcé.

## À l'exportation
Comme les menaces de guerre se précisaient en Europe, Grumman proposa son nouveau modèle G-36 à l'exportation, et remporta trois marchés, respectivement de 81, 30 et 10 exemplaires, de la part des gouvernements français, grec et belge. La commande belge fut intégrée dans la française à la suite de l'invasion de la Belgique.
Destiné à l'Aéronavale française, le premier de ces avions vola le 27 juillet 1940 avec un Wright R-1820 Cyclone 9 de 1000 chevaux (746 kW), à une époque où la défaite de la France était déjà consommée. La mission d'achat britannique accepta cependant d'honorer le contrat de son ancien allié, portant même le nombre d'exemplaires commandés à 90 unités.
Les exemplaires têtes de série furent acheminés vers la Grande-Bretagne en juillet 1940, les 5 premiers prélevés sur les chaînes de montage étant expédiés au Canada, où ils reçurent la dénomination de Martlet Mk.I. Ils équipèrent d'abord le Squadron 804 (en) de la Fleet Air Arm (FAA), l'aéronavale britannique, deux machines de cette série revendiquant, début décembre 1940, le premier avion allemand abattu par ces chasseurs.
Par la suite, d'autres versions assemblées par Grumman servirent au sein de la FAA, dont le Martlet Mk.II, à ailes repliables et propulsé par un Pratt & Whitney Twin Wasp, 10 F4F-4 et les G-36A de la commande grecque, qui devinrent Martlet Mk.III, de même que des F4F-4B pourvus d'un Wright GR-1820 Cyclone 9 et baptisés Martlet Mk.IV.

## Engagements
Le Grumman F4F Wildcat était un chasseur embarqué utilisé par l'US Navy et la Royal Navy. D'abord utilisé en combat par les Britanniques en Europe, le Wildcat fut aussi et surtout utilisé par les Américains sur le théâtre du Pacifique en 1941-1942.
Le Wildcat était surclassé par le Mitsubishi Zero, son principal opposant sur le théâtre du Pacifique, mais il réussit quand même à s’imposer, principalement grâce à sa capacité à encaisser les dommages. Relativement bien blindé et équipé de réservoirs auto-obturants, le Wildcat pouvait survivre à de nombreux impacts infligés par les Zéro, à la surprise de ceux-ci, faiblement blindés.
L’as japonais Saburo Sakai décrit ainsi la capacité des F4F à encaisser des dommages :

« J’avais pleinement confiance dans ma capacité à détruire le Wildcat et je décidai de terminer mon ennemi avec mes seules mitrailleuses de 7,7 mm. J’actionnai l’interrupteur de mes canons de 20 mm en position désactivée, et me rapprochai de ma cible. Pour une étrange raison, après que j'eus tiré à peu près 500 à 600 coups dans le Grumman, l’appareil ne tombait pas mais continuait à voler. Je trouvais cela très bizarre, cela ne s’était jamais produit auparavant, et je me rapprochai à une distance telle que je pouvais presque toucher le Wildcat. À ma surprise, sa dérive et ses ailerons avaient été mis en pièces. Avec un avion dans un tel état, il n’était pas surprenant que le pilote fût incapable de poursuivre le combat ! Un Zéro qui aurait reçu autant de balles aurait depuis longtemps été transformé en boule de feu. »

Sur les porte-avions d'escadre, le Wildcat fut remplacé en 1943 par le plus gros Grumman F6F Hellcat pour faire face au Zero. Mais le Wildcat fut toujours fabriqué par General Motors sous le sigle FM pour servir sur les porte-avions d'escorte où des chasseurs plus lourds et plus gros ne pouvaient être utilisés. Il devait être remplacé par le Grumman F8F Bearcat de petite taille afin de standardiser les modèles de chasseurs entre les porte-avions d'escadre et les porte-avions d'escorte, mais ce dernier n'entra pas en service avant la fin de la guerre du Pacifique.

### De Guantanamo à Pearl Harbor

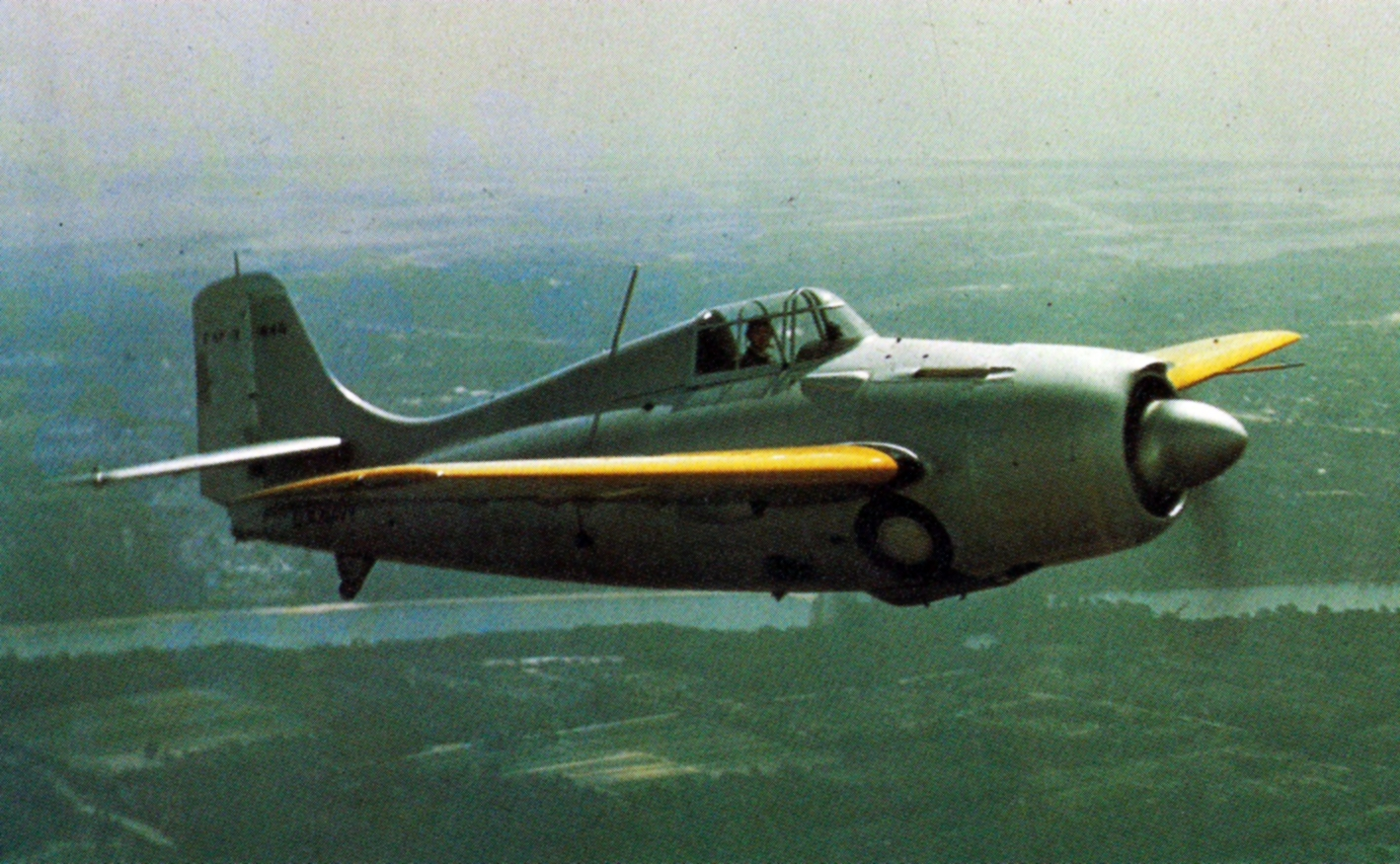
F4F-3 en vol, été 1940

En décembre 1940, les escadrons VF-4 (USS Ranger) et VF-7 (USS Wasp) de la marine des États-Unis disposent de 22 modèles F4F-3. Fin janvier 1941, ces deux unités manœuvrent vers (Cuba) avec des avions aux couleurs flamboyantes :
- extrados d'ailes jaune vif et fuselage et intrados gris
- empennage vert (USS Ranger) ou noir (USS Wasp)
- Trois escadrilles de six appareils : bande de couleur de capot moteur et de fuselage pour la première escadrille, placard sur la moitié supérieure du capot pour la deuxième escadrille et sur la moitié inférieure pour la troisième.
- Six sections de trois avions avec des chevrons de couleur sur et sous les ailes : rouge pour les appareils numérotés de 1 à 3, blanc de 4 à 6, bleu de 7 à 9, noir de 10 à 12, vert de 13 à 15 et jaune de 16 à 18.

En octobre 1941, les Squadrons VF-4, VF-6, VF-7 et VF-71 ainsi que VMF-111 (en), VMF-121 et VMF-211 de l'US Navy, mais aussi le Squadron BAD-1 de l'US Marine Corps, sont opérationnels sur F4F-3 ou F4F-3A. Le VMF-211, équipé de quinze F4F-3, était basé à Ewa, près de Pearl Harbor. Lors de l'attaque du 7 décembre 1941, les Wildcat basés à Ewa n'eurent pas le temps d'intervenir et neuf d'entre eux furent détruits au sol. Heureusement, les porte-avions américains n'étaient pas à Pearl Harbor et ne furent pas détruits.

### Wake
Pour un article plus général, voir Bataille de l'atoll de Wake.
Quatre jours avant l’attaque de Pearl Harbor, le porte-avions Enterprise avait livré douze Wildcat F4F-3 du VMF-211 à Wake (commandés par le major Putnam du corps des Marines des États-Unis). Par mesure de sécurité, quatre Wildcat assuraient en permanence un vol de surveillance au-dessus de l'île. Le 8 décembre 1941, 34 Mitsubishi G3M échappèrent à la surveillance des quatre avions en vol et bombardèrent l'aérodrome. Les Wildcat au sol tentèrent de décoller (un par un car la piste était étroite), mais sept des huit avions furent détruits. Au retour des quatre Wildcat, l'un d'entre eux fut endommagé à l'atterrissage. Les mécaniciens travaillèrent efficacement et dès le lendemain, quatre Wildcat étaient prêts à combattre. Ce jour-là, 9 décembre, des Mitsubishi G3M attaquèrent Wake de nouveau, mais l'un d'entre eux (sur 27) fut abattu par les F4F-3.

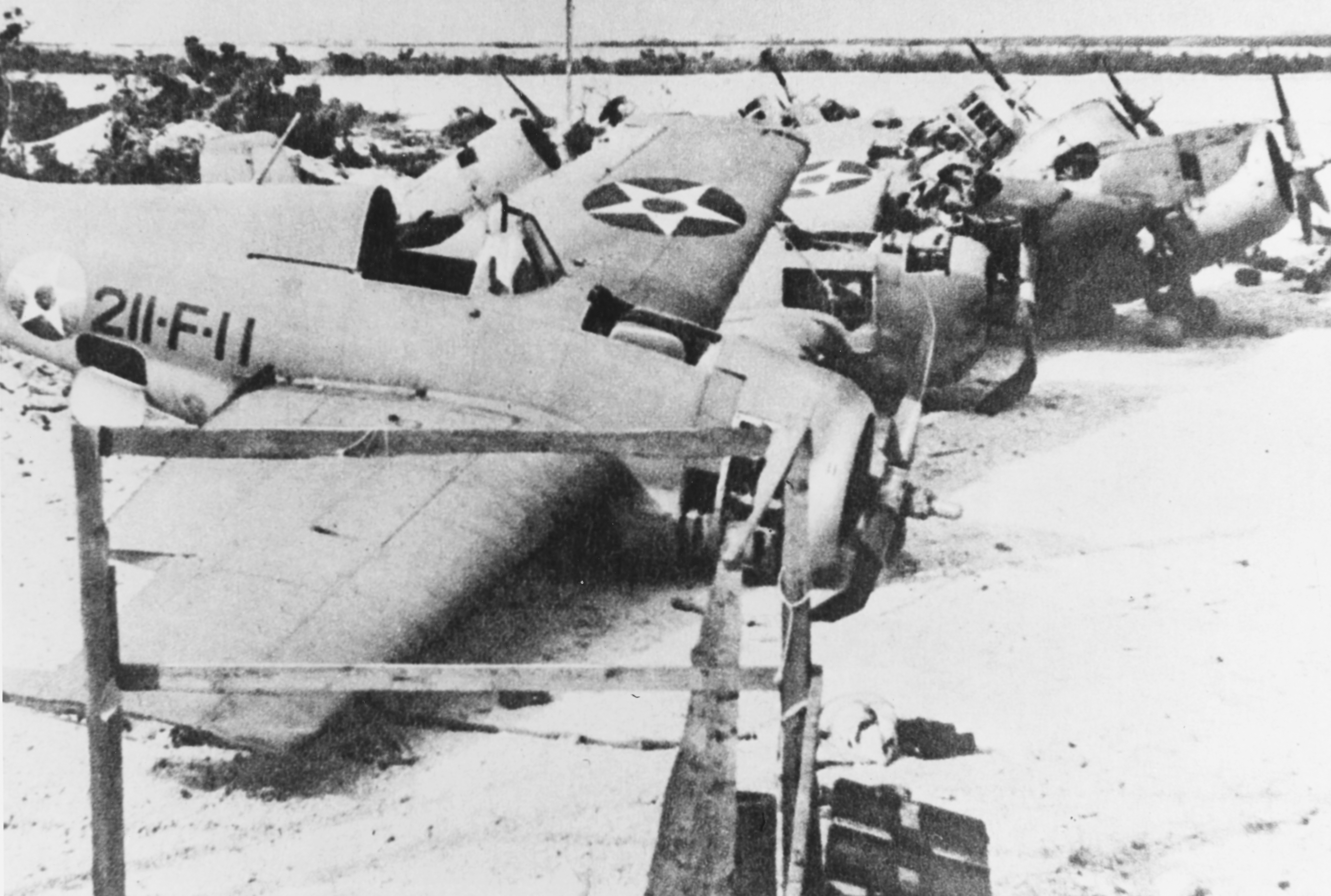
Épaves de F4F sur l'île de Wake.

Le 10 décembre, les Mitsubishi G3M attaquèrent encore et deux furent abattus par le capitaine Elrod. Le 11 décembre, les Japonais tentèrent de débarquer à Wake. La flotte d'invasion fut attaquée plusieurs fois de suite (notamment à la bombe) par quatre Wildcat (pilotés par le major Putnam et les capitaines Elrod, Freuler et Tharin). Elrod coula le destroyer Kisaragi. Un autre destroyer fut coulé (l'Hayate) par les tirs de l'artillerie côtière de 127 mm, et les Japonais se retirèrent, mais deux Wildcat furent perdus. Plus tard ce même jour, les Mitsubishi G3M attaquèrent et trois furent abattus par Davidson et Kinney. Un sous-marin fut également attaqué, sans succès, par le lieutenant Kliewer. Le 12 décembre, un hydravion fut abattu par Tharin. Le 14 décembre, 30 Mitsubishi G3M revinrent et détruisirent un des deux derniers Wildcat. Le 21 décembre, les Japonais attaquèrent Wake avec 146 avions : Putnam décolla seul et dut revenir, son appareil étant très endommagé. Les mécaniciens se surpassèrent et ressuscitèrent deux Wildcat. Le 22 décembre, ils affrontèrent une nouvelle vague d'assaut mais succombèrent face aux Zéro. Le 23 décembre, un millier de Japonais débarquèrent et le 24, Wake capitulait.

### De Pearl Harbor à la bataille de la mer de Corail
Pour un article plus général, voir Bataille de la mer de Corail.

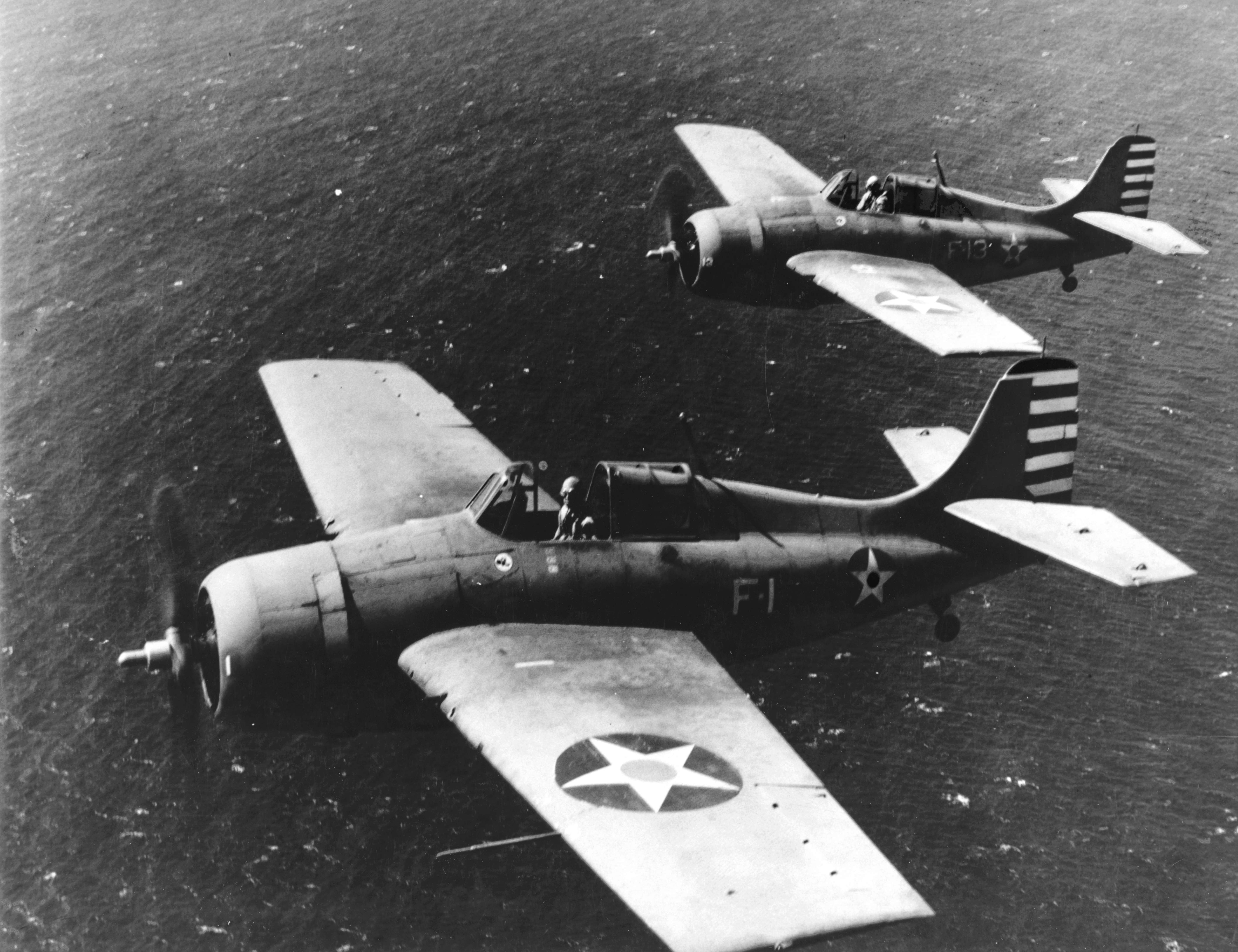
Grumman F4F de l'USS Lexington (CV-2) en avril 1942.

Le 20 février 1942, au large de Rabaul, l'USS Lexington détecta des avions japonais et envoya des F4F-3, dont un piloté par le lieutenant Edward O'Hare qui abattit cinq Mitsubishi G4M « Betty » en quelques minutes ; il devint ainsi le premier as sur Wildcat et obtint le surnom de Butch (le boucher).
Le 18 avril 1942, 24 appareils F4F-3 et F4F-4 du VF-6 (USS Enterprise) escortèrent les B-25 du lieutenant-colonel James H. Doolittle pour son raid sur Tokyo.
Début mai, les 20 F4F-3 du VF-42 (USS Lexington) et les 22 F4F-3 du VF-2 (USS Yorktown) étaient prêts à défendre Port Moresby au sud de la Nouvelle-Guinée. Le 7 mai, lors de l'attaque de l'escadre du contre-amiral Aritomo Gotō et la destruction du porte-avions léger Shōhō, un premier combat eut lieu et neuf appareils japonais furent perdus contre deux Wildcat. Le 8, des Wildcat escortant des TBD Devastator à l'attaque du porte-avions Shōkaku abattirent une douzaine de Zéro. Les Japonais renoncèrent à attaquer Port Moresby mais le Lexington fut coulé.

### Midway
Pour un article plus général, voir Bataille de Midway.
En juin 1942, les Japonais envoyèrent une forte armada vers Midway (incluant huit porte-avions). Informés, les Américains commandés par l’amiral Nimitz envoyèrent les porte-avions Yorktown, Enterprise et Hornet dans la région : 230 avions dont 79 Wildcat (25 F4F-4 du VF-3 commandés par le Lt-Commander John Thach sur le Yorktown, 27 Wildcat du VF-6 sur l'Enterprise et 27 Wildcat du VF-8 sur le Hornet). Sur Midway se trouvaient sept Wildcat du VMF-221 parmi les 120 avions de l'île.

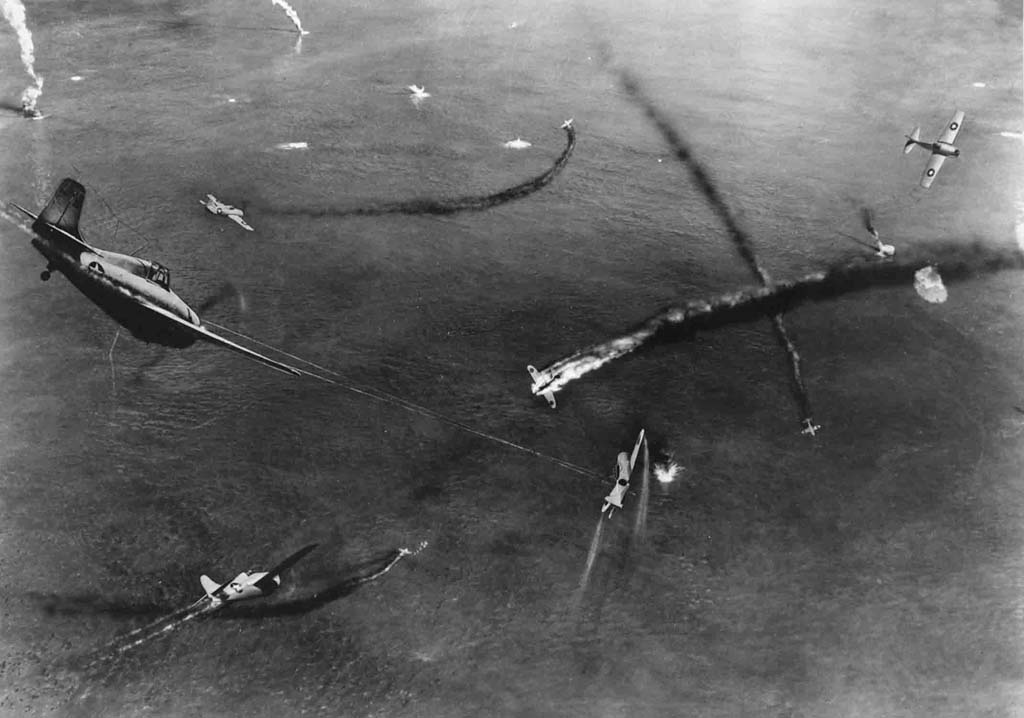
Diorama montrant des F4F défendant l'USS Yorktown lors de la bataille de Midway.

Le 4 juin, une première vague japonaise abattit treize Buffalo F2A-3 et deux Wildcat F4F-4. Les Américains envoyèrent de nouvelles patrouilles dont une avec John Thach qui descendit trois Zéro en exécutant la fameuse Thach Weave (deux Wildcat qui volent sur des trajectoires croisées pour se couvrir mutuellement les arrières). Pendant que les Japonais attaquaient Midway, un groupe américain composé de Douglas SBD Dauntless, de TBD Devastator et d'une vingtaine de Wildcat fut lancé à la poursuite de l'escadre de l'amiral Chūichi Nagumo. Cette formation se divisa en quatre groupes : les SBD et F4F du Hornet ne trouvèrent pas les Japonais et rebroussèrent chemin ; les Wildcat du VF-8, à court de carburant, durent amerrir. Par contre, les SBD et TBD des Yorktown et Enterprise attaquèrent et coulèrent l'Akagi, le Kaga et le Sôryû. Le Yorktown fut touché et coulé trois jours plus tard par un sous-marin. Peu de temps après, le Hiryū fut touché puis achevé par un destroyer. Midway fut un succès décisif pour les Américains dans la guerre du Pacifique.

### Les îles Salomon
Pour un article plus général, voir Bataille des Salomon orientales.
En août 1942, les porte-avions USS Saratoga, Wasp et Enterprise affrontèrent au large des Salomon orientales (Guadalcanal) les porte-avions Shokaku et Ryūjō. Le 24, le Ryujo fut coulé. Ce même jour, peu après 16 heures, l'amiral Fletcher envoya 53 Wildcat des VF-5 et VF-6 affronter une vague d'avions japonais. Ces F4F-4 abattirent de nombreux avions mais l'Enterprise fut endommagé. Les raids américains des 24 et 25 août endommagèrent le porte-avions léger Chitose et obligèrent les Japonais à rebrousser chemin. Fin août, le Saratoga fut endommagé par un sous-marin et mi-septembre, ce fut le Wasp qui fut touché et qui sombra. En septembre 1942, il ne restait que l'USS Hornet pour affronter quatre porte-avions japonais encore valides. L'Enterprise fut donc hâtivement réparé et rejoignit la flotte américaine en octobre. La bataille des îles Santa Cruz (archipel entre les Nouvelles-Hébrides et les Salomon) débuta le 26 octobre 1942 : le Zuihō et le Shōkaku furent sérieusement endommagés du côté japonais. Du côté américain, l'USS Hornet fut coulé et l'USS Enterprise fut endommagé. Comme restaient valides les porte-avions japonais de second rang Jun'yō et Hiyō, à l'issue de la bataille, la Marine impériale japonaise a revendiqué la victoire. Mais les trente-quatre F4F-4 du VF-10 (USS Enterprise) et les trente-six F4F-4 du VF-72 du Hornet avaient détruit près de cent avions japonais contre la perte de 74 avions américains de tous types. Le lieutenant Vejtasa (VF-10) et l'enseigne Wrenn (VF-72) devinrent as en une seule journée en abattant respectivement sept et cinq avions. Surtout les pertes japonaises cumulées depuis la bataille de la mer de Corail, six mois plus tôt avaient réduit de plus de la moitié l'effectif des aviateurs embarqués par rapport à ce qu'il était lors de l'attaque de Pearl Harbor.

### Guadalcanal
Pour un article plus général, voir Bataille de Guadalcanal.

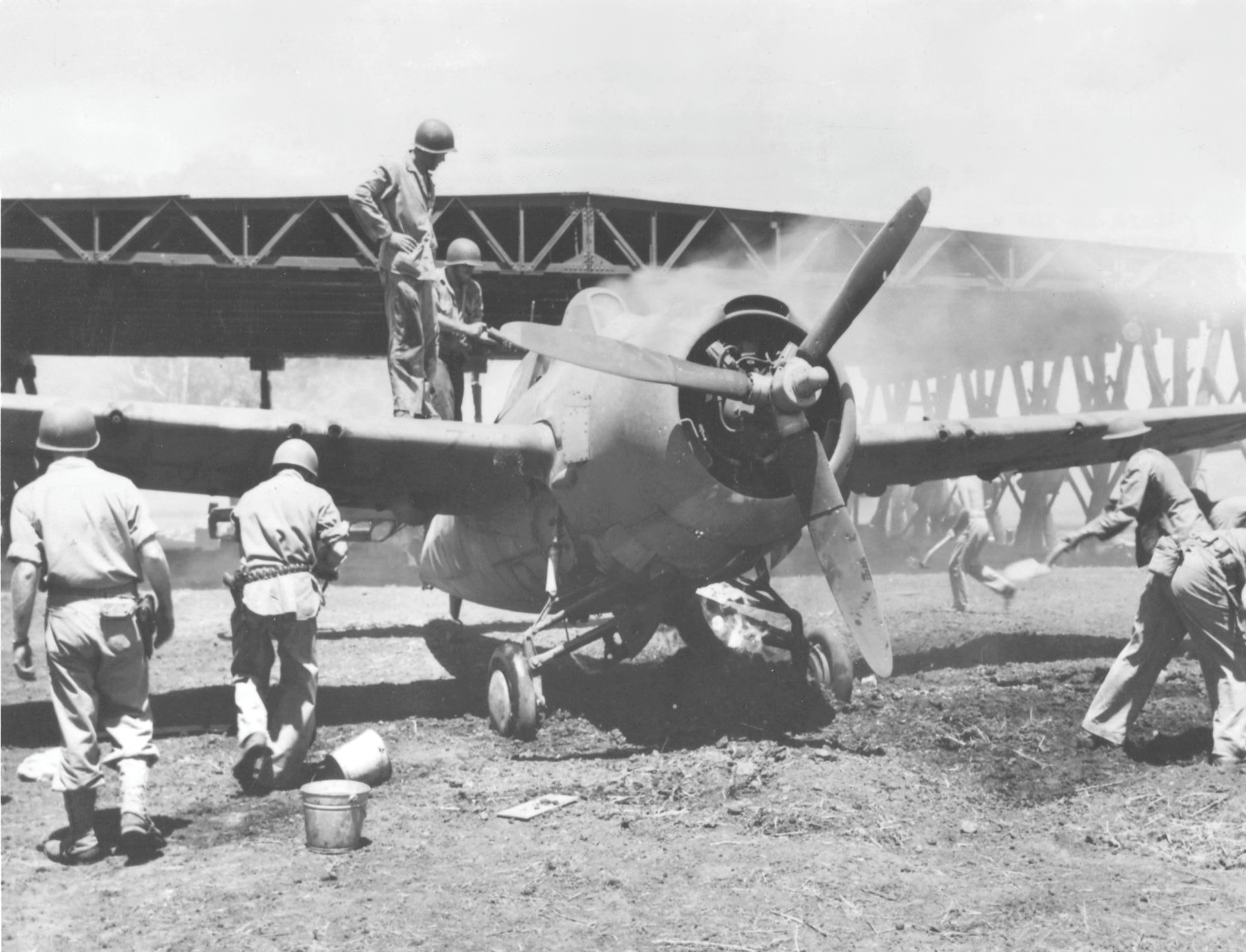
Un Grumman F4F-4 des Marines endommagé par une attaque japonaise sur l'aérodrome d'Henderson à Guadalcanal, en octobre 1942.

Le 7 août 1942, les Américains débarquèrent à Guadalcanal et prirent l'aérodrome qu'ils baptisèrent Henderson Field. Dix-neuf F4F-4 du VMF-223 (escadron de chasse des Marines) y atterrirent en provenance du porte-avions d'escorte USS Long Island. Fin août ils furent rejoints par le VMF-24, puis le VMF-121 en septembre, le VMF-212 (en) (commandé par le lieutenant-colonel « Joe » Bauer (en)) en octobre, et les VMF-112 et VMF-122 en novembre. Lors de l'arrivée du VMF-212, Joe Bauer (qui se posait toujours en dernier) repéra un groupe de bombardiers en piqué « Val » en approche, les attaqua (presque à court de carburant) et en abattit quatre ; il fut décoré de la Medal of Honor mais ne vécut pas assez longtemps pour la recevoir (abattu le 14 novembre 1942). Le capitaine Joe Foss (VMF-121), surnommé Swivel Neck Joe (« Joe au cou pivotant », car il scrutait toujours l'horizon à la recherche des Zéro), remporta 26 victoires, toutes sur Wildcat. Le 23 octobre 1942, il abattit quatre Zéro sur les 25 qui attaquaient son escadrille. Le 25 octobre, il en abattit cinq. Joe Foss reçut la Distinguished Flying Cross le 9 novembre 1942 : son escadrille (surnommée Joe's Flying Circus) était alors créditée de 72 victoires. Joe Foss fut évacué du front en 1943, atteint de la malaria.

### La bataille du golfe de Leyte
Pour un article plus général, voir Bataille du golfe de Leyte.
La bataille du golfe de Leyte fut, du 23 au 27 octobre 1944, l'une des plus grandes batailles du Pacifique pour la libération des Philippines. Elle opposa une immense armada américano-australienne (dont 34 porte-avions incluant 18 d'escorte, soit en tout 1 620 avions) à la flotte japonaise (comprenant entre autres quatre porte-avions avec 1 500 avions). La flotte alliée, commandée par l'amiral Nimitz, était composée de la troisième flotte de l'amiral Halsey (TF 38, TF-34) et de la septième flotte du vice-amiral Thomas C. Kinkaid (TG 77.2/3/4 et TG 71.1).
Des Wildcat étaient à bord de certains de ces porte-avions et participèrent à la bataille :
TG-77.4.1 Taffy One
1. USS Santee (CVE-29) : Wildcat FM-2 - Air Group 26 (Lt. Commander H.N. Funk)
2. USS Suwannee (CVE-27) : Wildcat FM-2 - Air Group 60 (Lt. Commander H.O. Feilbach) ; en juillet 2009, le Commander John Smith, qui fut l'un des pilotes embarqués sur le Suwannee pendant la bataille du golfe de Leyte, confirma que l'Air Group 60 était bien équipé de Wildcat : après avoir été à Casablanca (Maroc) puis à Panama, le groupe rejoignit les îles Mariannes et participa à la bataille de Leyte. Le Commander John Smith a écrit un livre sur cette période de la guerre.
3. USS Saginaw Bay (CVE-82) : VC-78 (Lt. Commander J.L. Hyde)
4. USS Petrof Bay (CVE-80) : Wildcat FM-2 - VC-76 (Commander J.W. Mc Cauley)

TG-77.4.2 Taffy Two
1. USS Natoma Bay (CVE-62) : 16 FM-2 - Composite Squadron 81 (Lt. Commander R.C. Barnes)
2. USS Kadashan Bay (CVE-76) : 16 FM-2 - Composite Squadron 20 (Lt. Commander J.N. Dales)

TG-77.4.3 Taffy Three

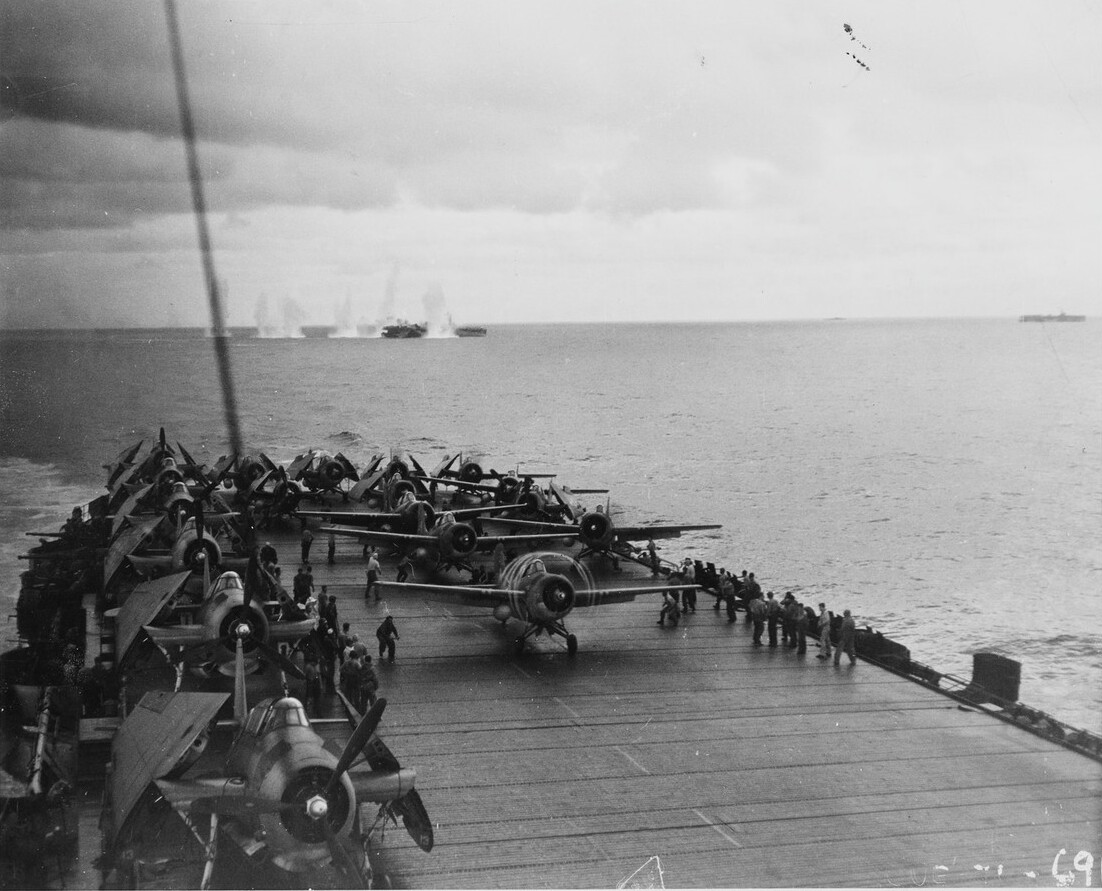
FM-2 décollant de l'USS Kitkun Bay le 25 octobre 1944.

1. USS Kitkun Bay (CVE-71) : 14 FM-2 - Composite Squadron VC-5 (Commander R.L. Fowler)
2. USS St. Lo (CVE-63) : 17 FM-2 - VC-65 (Lt. Commander R.M. Jones)
3. USS White Plains (CVE-66) : 16 FM-2 - VC-4 (Lt. E.R. Fickenscher)
4. USS Gambier Bay (CVE-73) : 18 FM-2 - VC-10 (Lt. Commander E.J. Huxtable)
5. USS Kalinin Bay (CVE-68) : 14 FM-2 - VC-3 (Lt. Commander W.H. Keighley)
6. USS Fanshaw Bay (CVE-70) : 16 FM-2 - VC-68 (Lt. Commander R.S. Rogers)

### Porte-avions de poche dans le Pacifique
Pendant l'été 1943, le Wildcat fut remplacé par le Grumman F6F Hellcat dans la Navy et par le Chance Vought F4U Corsair chez les Marines. Mais les Wildcat (surtout les versions FM-1 et FM-2) équipèrent les porte-avions d'escorte de l'US Navy, aux ponts exigus. Ces Composite Squadrons (VC) furent très efficaces dans le Pacifique en 1944-1945 comme soutien rapproché des troupes. D'autres unités, les VMO-251 et 254 ainsi que le VMF-213, effectuèrent des missions de reconnaissance photographique et de protection d'avions de sauvetage entre 1942 et 1943. Basées dans les Nouvelles-Hébrides et les îles Salomon, elles étaient équipées de F4F-7. Enfin, le Squadron VMF-441, équipé de F4F-4, assura la protection de l'île de Tutuila (dans les Samoa) contre les bombardiers japonais.

### Le Wildcat face à l'Axe

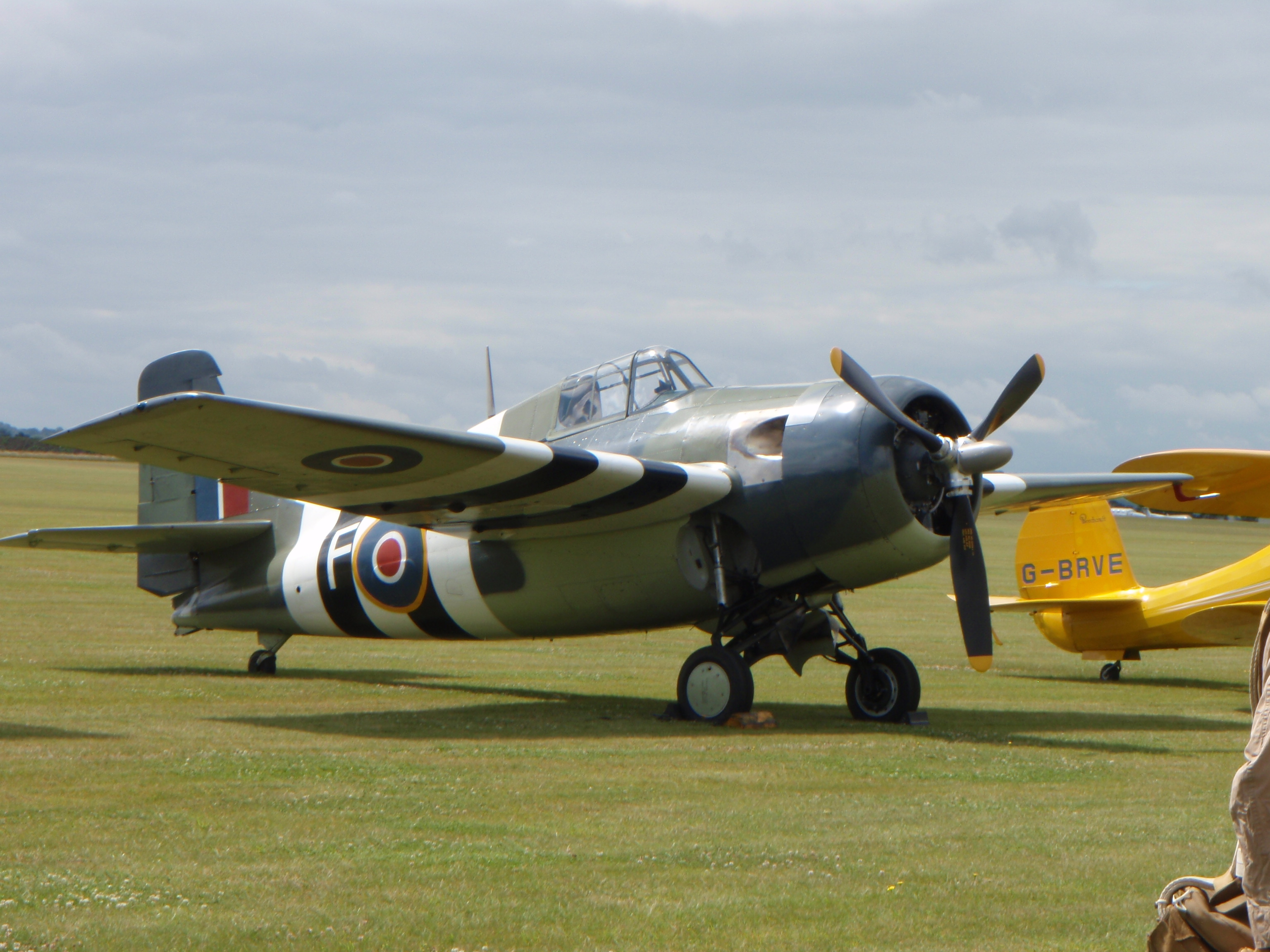
Martlet aux couleurs de la Fleet Air Arm

Les premiers Martlet (G-36A initialement destinés à la France) furent affectés au Squadron 804 (en) de la Fleet Air Arm en octobre 1940. Le jour de Noël 1940, deux d'entre eux, basés dans les Orcades, abattirent un Junkers Ju 88 au-dessus de Scapa Flow. Les 30 F4F-3A destinés à la Grèce furent débarqués à Gibraltar en mai 1941 à la suite de la capitulation grecque en avril : les Britanniques les utilisèrent sous le nom de Martlet III dans les Squadrons 805 et 806 de la Fleet Air Arm. Ces unités combattirent aux côtés de la RAF en Égypte et en Libye. Le sous-lieutenant W. M. Walsh, du Squadron 805 (en), remporta ainsi la première victoire sur Martlet III en abattant un Fiat G.50 le 28 septembre 1941. Le Squadron 805, avec 10 Martlet III, devait escorter un convoi à partir du porte-avions HMS Archer mais la mission fut annulée. Le Squadron 806 (en), quant à lui, protégea le convoi « Pedestal » ravitaillant Malte en août 1942 à partir du porte-avions HMS Indomitable.
Mais la première croisière du Martlet se déroula en septembre 1941, dans le cadre de l'escorte des convois dans l'Atlantique Nord entre le Royaume-Uni et Gibraltar : six Martlet du Squadron 802 (en), embarqués à bord du HMS Audacity, un cargo allemand capturé transformé en porte-avions d'escorte, attaquèrent un sous-marin le 19 septembre et abattirent un Focke-Wulf Fw 200 Condor le lendemain. D'autres Condor furent abattus ou endommagés (également par des Martlet du Squadron 802) en novembre et décembre jusqu'au 21 décembre 1941, date à laquelle l'Audacity fut coulé au large du nord-ouest de l'Espagne.
En Europe, le Wildcat intervint notamment sur le théâtre méditerranéen (MTO) en participant au débarquement de Provence au sein de la Task Force 88.

### Madagascar
Pour un article plus général, voir Bataille de Madagascar.
Au printemps 1942, la logistique de la VIIIe Armée britannique qui combattait contre les forces italo-allemandes en Libye, passait par la route du Cap, le long de la côte d'Afrique orientale, pour contourner la Corne de l'Afrique et embouquer la Mer Rouge pour éviter que le gouvernement français de Vichy n'autorise la Kriegsmarine à s'installer à Madagascar afin de contrôler le trafic maritime dans l'océan Indien, les Britanniques envoyèrent une force amphibie de plus de 50 navires pour s'emparer de Diego Suarez (port naturel au nord de l'île, aujourd’hui rebaptisé Antsiranana). Cette flotte comprenait deux porte-avions, le HMS Indomitable et le HMS Illustrious, qui embarquaient entre autres douze Martlet III du Squadron 881 et huit Martlet II du Squadron 882. Les Français de Vichy disposaient quant à eux d'une vingtaine de Morane-Saulnier MS.406 (escadrille 565), de sept Potez 63.11 (escadrille 555) et de quelques Potez 25 TOE.
L'affrontement débuta le 5 mai 1942 (opération Ironclad) quand des Martlet abattirent vers quatre heures du matin le lieutenant Rossigneux à bord de son Potez 63.11, et mitraillèrent d'autres appareils au sol. À 6h, des Martlet du Squadron 881 aperçurent trois Potez 63.11 et en abattirent deux. Le 7 mai, deux Morane MS.406 abattent un Martlet du Squadron 881. Mais ils sont abattus un peu plus tard ainsi que deux autres Morane. Parmi ces pilotes de MS.406 victimes des Martlet du Squadron 881 le 7 mai 1942, un seul est tué, qui n'est autre que le célèbre aviateur Jean Assollant, pilote de l'Oiseau Canari en 1929. Quelques heures après, Diego Suarez capitule. La conquête de l'ensemble de l'île débute le 10 septembre seulement et se termine par un armistice le 6 novembre 1942.

### OpérationTorch
Pour un article plus général, voir Opération Torch.
L'opération Torch, nom de code de l'invasion du Maroc et de l'Algérie, fut lancée le 8 novembre 1942. Elle regroupait les porte-avions américains USS Santee (14 F4F-4 du Squadron VGF-29), USS Ranger (27 F4F-4 des VF-9 et VF-41), USS Suwannee (29 F4F des VGF-27, VGF-28 et VGF-30) et USS Sangamon (douze F4F-4 du VGF-26) au large du Maroc, et les porte-avions britanniques HMS Victorious et HMS Furious au large de l'Algérie, HMS Formidable, HMS Biter et HMS Dasher près d'Oran, et HMS Argus et HMS Avenger près d'Alger (en tout 180 Martlet II et IV, Sea Hurricane et Seafire). Des Wildcat américains affrontèrent des Dewoitine D.520 de la flottille 1.F et sept Wildcat du Ranger furent abattus par des Curtiss H.75 du GC II/5. Onze chasseurs français furent abattus. Le cessez-le-feu fut déclaré en fin de journée en Algérie et au Maroc.

### Les autres théâtres d'opération
- 1941 : la Royal Navy opérait dans le désert d'Afrique de l'Ouest.
- Juillet et août 1943 : des Martlet IV (14 avions du Squadron 888 et 14 avions du Squadron 893 de la FAA), embarqués sur le porte-avions HMS Formidable, participent à l'opération Husky, l'invasion de la Sicile.
- Septembre 1943 : des Martlet IV et V des Squadrons 878 et 890 (HMS Illustrious) assurent une couverture aérienne (avec des Seafire) lors du débarquement à Salerne, en Italie (opération Avalanche).
- De juin 1941 à 1945, les Britanniques envoyèrent des convois à l'Union soviétique par le nord. La protection de ces convois fut assurée en partie par des Wildcat de la Fleet Air Arm :
  - porte-avions HMS Chaser avec 11 Wildcat du Squadron 816 (en) embarqués en janvier 1944 ;
  - HMS Activity avec des Wildcat du 819 Naval Air Squadron (en) embarqués le 12 janvier 1944 ;
  - HMS Campania avec des Wildcat du 813 Squadron (en) (4 embarqués en avril 1944 et 3 le 27 octobre 1944, tous étant débarqués le 27 février 1945), des Wildcat du 842 Squadron embarqués en septembre 1944, 4 Wildcat (Squadron ?) embarqués en janvier 1945, 7 Wildcat du 825 Squadron embarqués en mars 1945 ;
  - HMS Nairana avec 6 Wildcat du 835 Squadron (en) embarqués en octobre 1944.
- À partir de l'été 1943, les convois traversant l'Atlantique furent également escortés par des porte-avions d'escorte : les HMS Archer, Avenger, Dixmude, Dasher et Tracker (en) embarquèrent chacun 4 à 6 Wildcat IV ou V (FM-1 ou FM-2) ainsi que des Fairey Swordfish, Grumman Avenger ou Fairey Barracuda [?? VOIR DISCUSSION]. Fin 1944 et en 1945, ces porte-avions devinrent des porte-avions d'assaut équipés de Wildcat VI au large de la Birmanie et de Sumatra.
- 3 avril 1944 : une quarantaine de Wildcat de la Fleet Air Arm (Squadrons 881, 896 et 898) escortent des Fairey Barracuda lors de l'attaque du cuirassé allemand Tirpitz en Norvège (opération Tungsten).
- Juin 1944 : des Wildcat du Squadron 846 participent à la protection des plages normandes le 6 juin.
- Août 1944 : des Wildcat du Squadron 881 effectuent 167 sorties lors du débarquement en Provence du 15 au 23 août.

TBF Avenger

## Variantes
- XF4F-1 : Prototype biplan, modèle G-16, moteur Wright XR-1620-2 de 900 ch ou Pratt & Whitney XR-1535-92 de 875 ch avec hélice à 2 pales, armement projeté : 1 mitrailleuse de 0,3 pouce (7,62 mm) et 1 de 0,5 pouce (12,7 mm) sur le capot moteur ou toutes les deux de 0,5 pouce, train escamotable dans le fuselage.

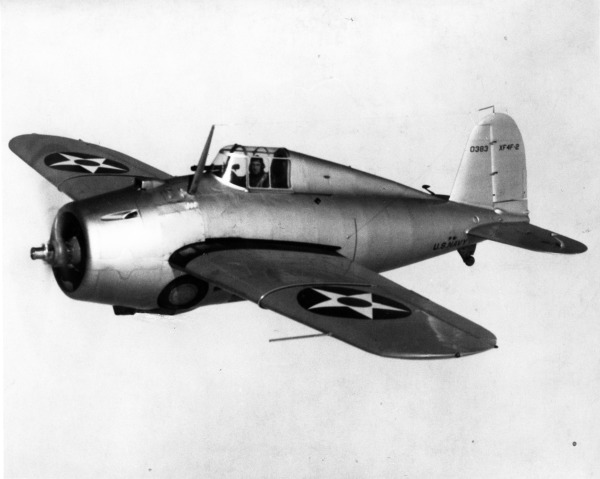
XF4F-2

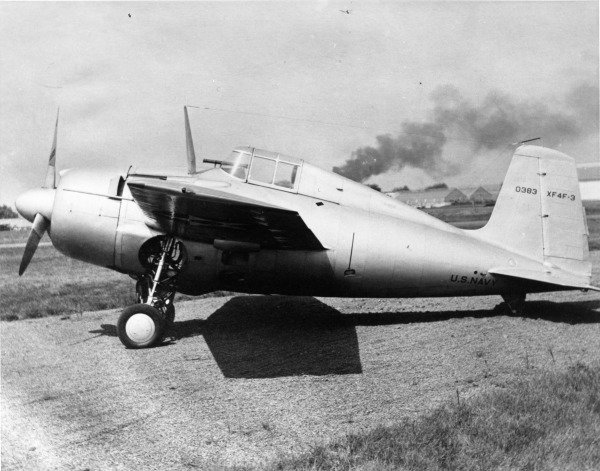
XF4F-3

- XF4F-2 : 1er prototype monoplan, modèle G-18, projet réalisé sur la base du XF4F-1 mais pour un avion monoplan entièrement métallique et avec des parties mobiles à structure en aluminium recouverte de toile, moteur Pratt & Whitney R-1830-66 de 1050 ch avec hélice 3 pales Hamilton Standard testée également avec une ogive, 2 mitrailleuses de 0,5 pouce (12,7 mm) sur le capot et possibilité d'en monter aussi 1 autre par aile en plus des 2 bombes de 100 livres sur des rampes de dessous d'ailes, tige d'antenne sur le capot-moteur à gauche, viseur télescopique qui traverse la vitre avant, pose de 2 fenêtres rectangulaires en plexiglas sous chaque côté en correspondance avec l'habitacle pour améliorer la visibilité intérieure [? inférieure/vers le bas ?] du pilote, mise en place d'une prise d'air rectangulaire pour le carburateur au-dessus et au centre du fuselage ainsi qu'à l'arrière du capot-moteur, au début il n'y a pas d'ailettes et ensuite il y en a eu de chaque côté, pose d'un petit radiateur pour le refroidissement de l'huile sous l'aile gauche, roulette de queue fixe avec petite roue en caoutchouc plein, 1 prototype construit (no 0383) qui vole pour la première fois le 2 septembre 1937.

- XF4F-3 : 2e prototype monoplan, modèle G-36, le prototype XF4F-2 est modifié avec des ailes plus grandes et plus larges de 4 pieds (1 219,2 mm) et avec des extrémités non plus arrondies mais carrées, moteur Pratt & Whitney XR-1830-76 Twin Wasp de 1200 ch avec hélice 3 pales Curtiss Electric avec des petits manches à la racine, capot moteur plus grand, plus tard ce seront les plans de queue ainsi que leurs extrémités carrées qui seront agrandis et modifiés, les gouvernails horizontaux sont positionnés sur le fuselage, mais après des tests effectués en soufflerie, ils sont posés plus haut de 20 pouces (508 mm) sur la dérive qui est plus grande et reliée au fuselage, la tige d'antenne posée derrière l'habitacle et pliée vers l'avant, 2 mitrailleuses de 0,5 pouce (12,7 mm) dans les ailes et deux de 0,3 pouce (7,62 mm) sur le capot, les parties mobiles du gouvernail vertical avec une base angulaire permettant le fonctionnement du crochet d'arrêt.

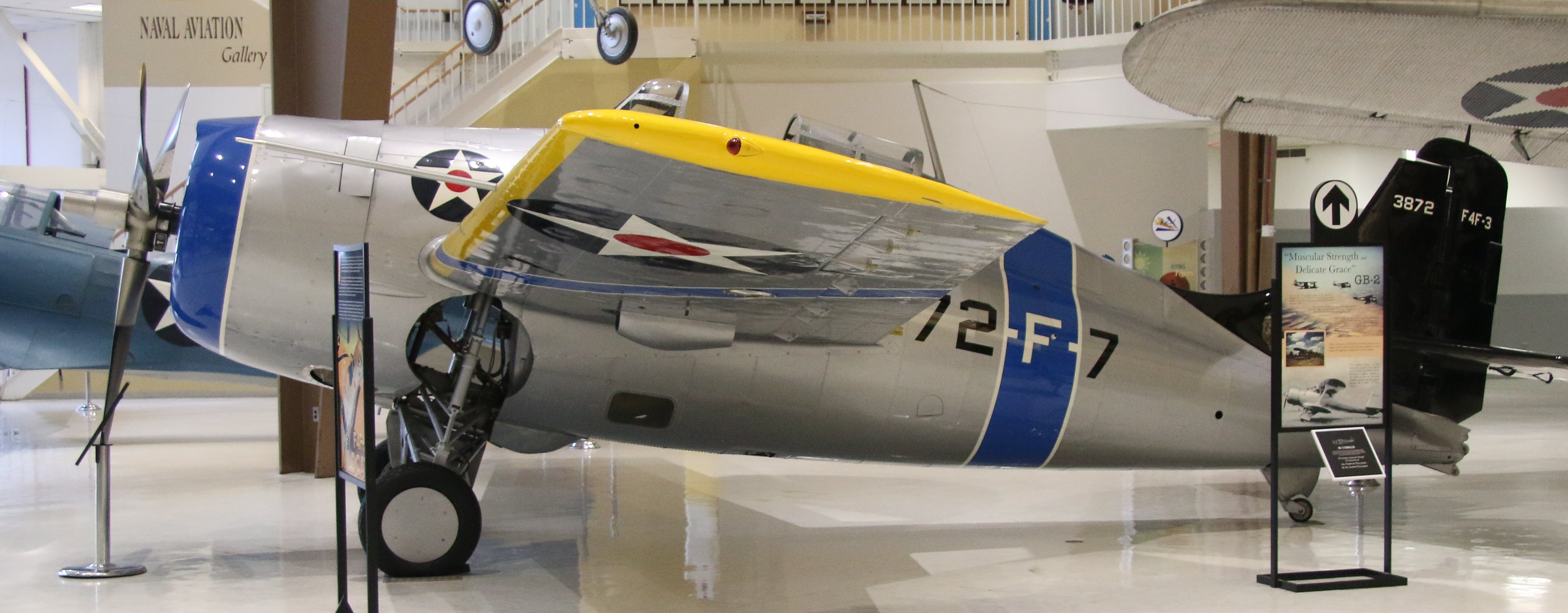
Grumman F4F-3 Wildcat US Navy Bureau No.3872

- F4F-3 : Version de série du G-36, moteur Pratt & Whitney R-1830-76 de 1200 ch pour les 100 premiers avions puis Pratt & Whitney R-1830-86 de 1200 ch pour les autres, hélice 3 pales Curtiss Electric de 8 pieds et 21 pouces (2 971,8 mm) avec pales à pointes et petits manches à la racine, les 2 premiers exemplaires servent aux essais, le no 1844 pour l'armement, après les essais on retire les 2 armes de nez et on en pose 2 de 0,5 pouce par aile, tandis que le no 1845 sert aux essais de lancement de bombes de dessous d'ailes et pour des essais d'appontage sur porte-avions, il met en évidence la nécessité de renforcer le train, les F4F-3 n'ont pas tous les ailes repliables, sous les ailes sont posés des radiateurs en forme de goutte, possibilité de monter des réservoirs de dessous d'ailes de 50 ou 58 gallons, pose du phare d'approche au centre du bord d'attaque de l'aile gauche et d'un phare rétractable sous l'aile gauche au centre, sur le bord d'attaque de l'aile gauche près du fuselage, une caméra mitrailleuse, 4 mitrailleuses Colt-Browning 0,5 pouce (12,7 mm) dans les ailes, sur la dernière production on pose une vitre blindée intérieure et on retire le viseur télescopique remplacé par un collimateur intérieur, 285 exemplaires (no 1844, 1845, 1848/1896, 2512/2538, 3856/3874, 3970/4057 et 12230/12329).

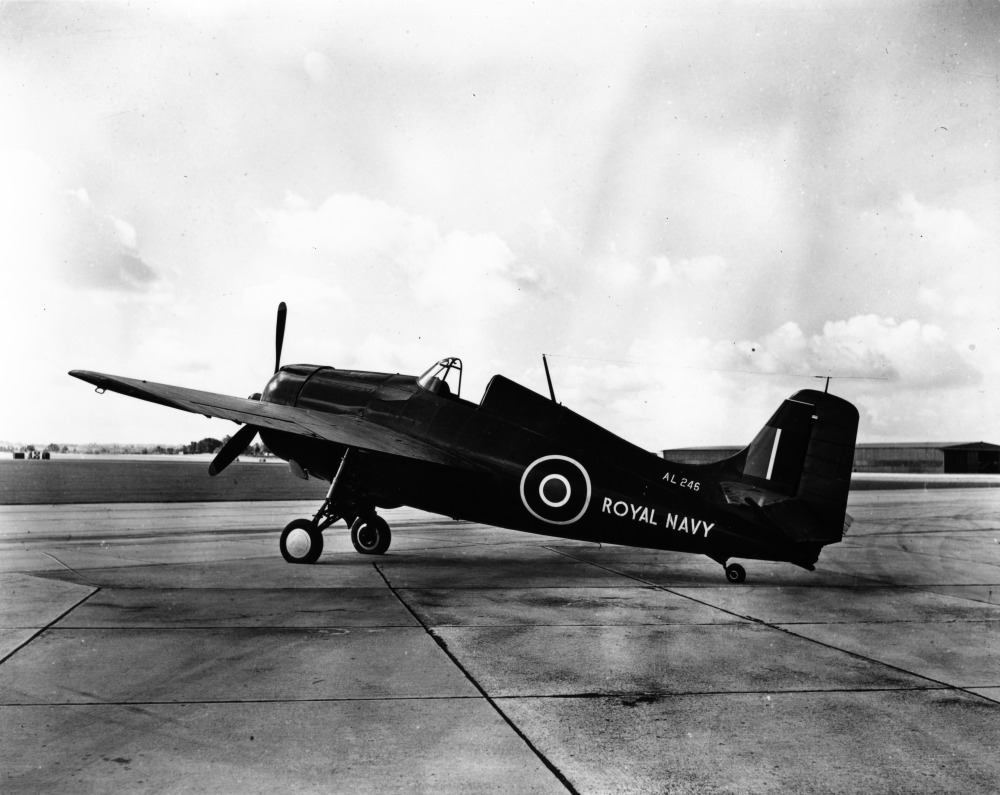
Grumman Martlet I

- Martlet Mk I : (désignation usine G-36A) version de série, moteur R-1820-60 de 1 200 ch, 4 mitrailleuses de 12,7 mm dans les ailes, commandés par la France, ils finirent dans la Royal Navy, 81 exemplaires dont dix ont été perdus lorsque le cargo qui les transportait en Angleterre a été coulé en 1940.

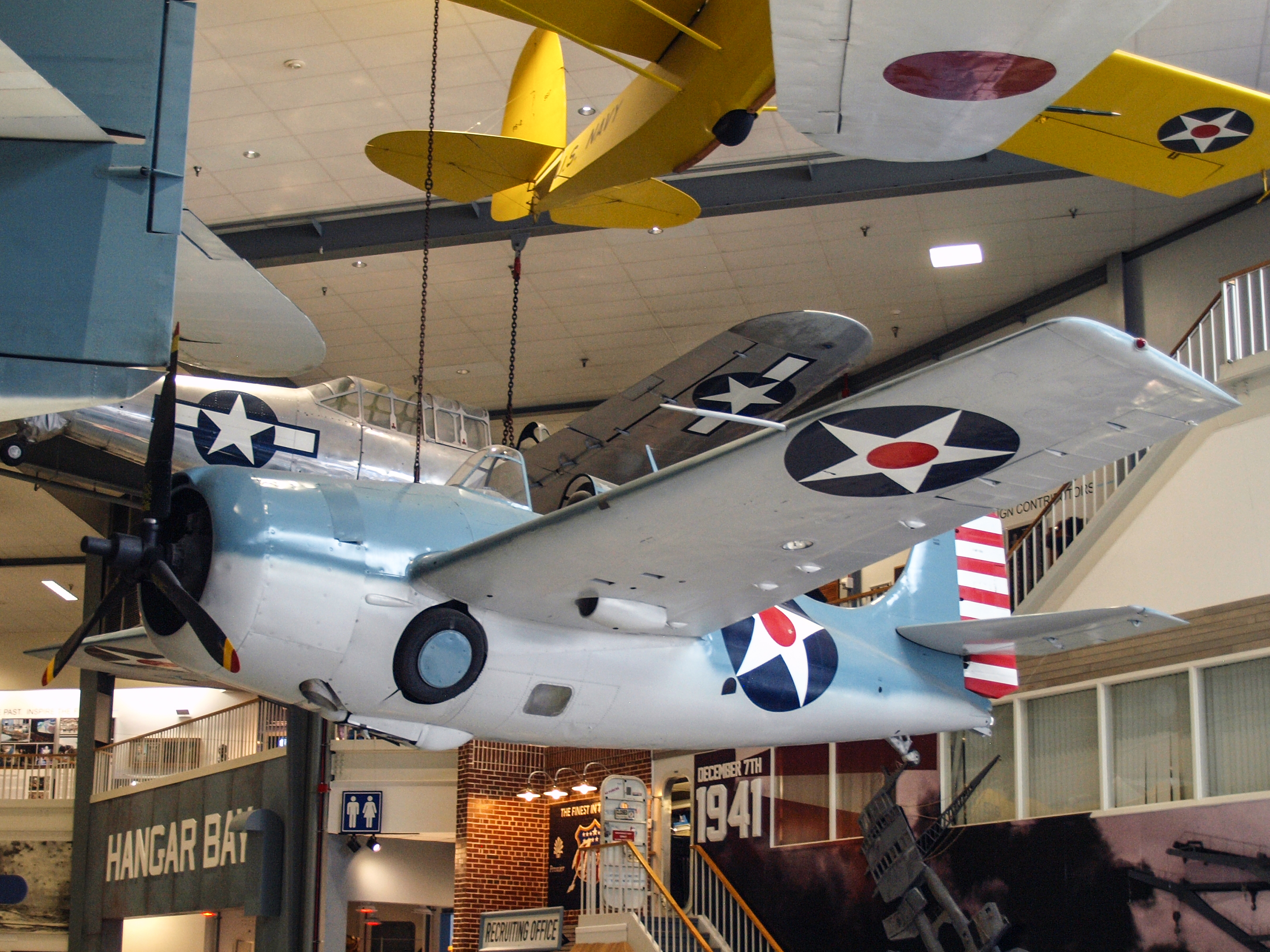
Grumman F4F-3A Wildcat US Navy Bureau No.3969

- F4F-3A : (désignation usine G-36B) production en série fondée sur le XF4F-6, moteur Pratt & Whitney R-1830-90 de 1 200 ch avec compresseur simple étage et deux vitesses testé sur XF4F-6, prise d'air sur le capot moteur et une ailette plus grande par côté, pose d'une ogive plus petite et à pointe sur le moyeu de l'hélice, collimateur intérieur, construction de 195 exemplaires, 100 livrés à la Fleet Air Arm britannique sous le nom de Martlet mK II, 30 sont commandés par la Grèce et détournés à Suez par les anglais puis utilisés sous le nom de Martlet mK III (no 3875/3904), et 65 qui sont livrés à l'US Navy/USMC (no 3905/3969)[4],[5].
- F4F-3P : Version de reconnaissance photographique du -3, installation d'une caméra de 30 pouces dans la partie inférieure droite du fuselage ; 18 avions convertis (no 1849, 1852, 1656, 1867, 1870, 1871, 1875, 1894, 2512, 2517, 2524, 2526, 2530, 2537, 3985 et 3997) [La liste entre parenthèses totalise 16 avions, pas 18].
- F4F-3AP : Version de reconnaissance photographique du -3A, installation d'une caméra de 30 pouces dans la partie inférieure droite du fuselage ; 1 avion converti (no 3918).

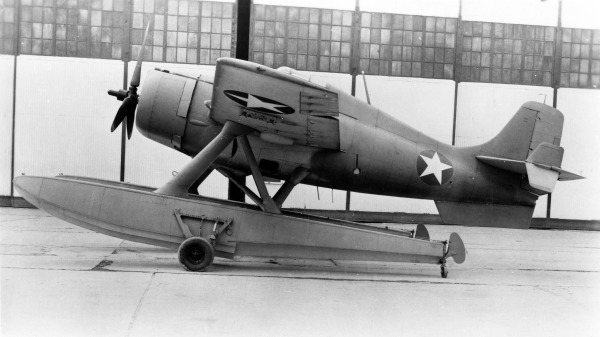
F4F-3S Wildcatfish

- F4F-3S Wildcatfish : Un F4F-3 (no 4038) est modifié avec deux flotteurs ; logements des trains fermés avec des plaques métalliques ; pose de deux petits gouvernails aux extrémités extérieures des gouvernails horizontaux ; après des essais on pose un aileron ventral, sous la queue, pour stabiliser l'avion ; sans suite.
- Martlet Mk II : Désignation de 100 F4F-3A en service dans la Royal Navy, moteur R-1830-90 à un étage et deux vitesses de suralimentation.
- Martlet Mk III : Désignation de 30 F4F-3A parmi une production de 95 pour l'USMC; destinés à la Grèce et mis en service dans la Royal Navy après détournement de la livraison à Port Suez, en Égypte.
- XF4F-4 : Un F4F-3 (no 1897) pris des lignes de montage subit des modifications avec possibilité de replier les ailes par un système hydraulique, celles-ci sont repliées le long du fuselage et non plus vers le haut ; prise d'air au-dessus du capot-moteur et un grand aileron de chaque côté ; le tube de Pitot est déplacé à l'extrémité de l'aile gauche et il a la forme d'un petit « l » ; installation de trois mitrailleuses de 12,7 mm par aile.
- F4F-4 : Deuxième version de série sur la base du XF4F-4 mais avec repliage des ailes manuel, on ajoute une plaque de protection par pilote ; moteur Pratt & Whitney R-1830-86 de 1 200 ch, 3 mitrailleuses de 12,7 mm dans chaque aile, rampe de dessous d'aile pour des bombes ou des nourrices de 53 galons, prise d'air sur le capot et trois ailerons plus hauts et un plus bas de chaque côté, vitre avant avec blindage mais sans les trames latéraux, petite roulette de queue en gomme pleine ; novembre 1941, 1 169 exemplaires (no 4058/4098, 5030/5262, 01991/02152, 03385/03544, 11655/12227).
- F4F-4A : Seulement en projet pour la version avec moteur suralimenté Pratt & Whitney R-1830-90, sans suite.
- F4F-3B : Désignation donnée par l'US Navy pour les 220 F4F-4 donnés à la Fleet Air Arm comme « Martlet IV ».
- F4F-4P : Version de reconnaissance photographique du -4 avec des détails comme le -3P ; au moins un avion converti (no 03386).
- Martlet Mk IV : Désignation des 220 F4F-4 en service dans la Royal Navy (Fleet Air Arm).
- XF4F-5 : À partir d'avril 1940, deux avions F4F-3, les no 1846 et 1847, sont utilisés pour des tests avec le moteur Wright R-1820-40 de 1 200 ch, et plus tard le no 1846 avec le Wright R-1820-54 à turbocompresseur et le no 1847 avec le Wright R-1820-48 à compresseur deux étages.
- XF4F-6 : Un prototype (no 7031) sur la base du -4 avec moteur R-1830- , novembre 1940.
- F4F-7 : Version de reconnaissance sur la base du -3 ; sans armes ; sans ailes repliables ; avec capacité des réservoirs de 2 590 litres, pilote automatique, absence de plaque de protection pour le pilote ; vitre sans blindage et sans cadres, pose d'une caméra sur le côté inférieur gauche ; pose du tube de pitot du -4 sur l'aile fixe du -3 ; pose de deux tubes pour la décharge rapide du carburant sous la dérive ; prise d'air sur le capot et trois ailerons en hauteur et un en bas de chaque côté ; feu de position de queue posé plus haut, à mi-hauteur à peu près, sur le gouvernail mobile ; grande roulette de queue avec un pneumatique ; 100 commandés, 21 produits, premier vol le 30 décembre 1941.
- XF4F-8 : Deux F4F-4 (no 12228 et 12229) pris sur les lignes de montage et achevés avec un moteur plus léger Curtiss-Wright XR-1820-56 de 1300 ch, avec une hélice à trois pales Hamilton Standard sans manches à la racine ; poids réduit ; dérive agrandie, novembre 1942.
- FM-1 : 1 150 exemplaires de F4F-4 produits par Eastern Aircraft Division (General Motors).
- Martlet Mk V : désignation des 311 FM-1 en service dans la Royal Navy.

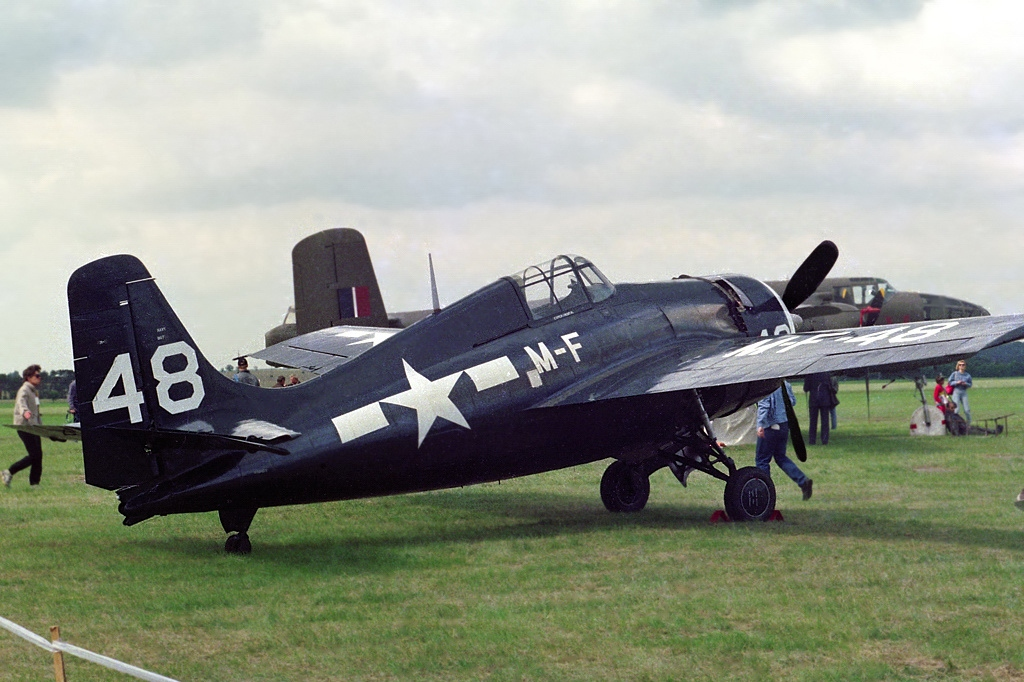
General Motors FM-2 Wildcat

- FM-2 : F4F-8 produit par Eastern Aircraft Division (General Motors), 4 777 exemplaires.
- Martlet Mk VI : désignation des 340 FM-2 en service dans la Royal Navy.

## Dans la fiction
- En 2016, dans le thriller Elle, Laurent Lafitte reconnaît à la 76e minute du film un Wildcat 40 américain sur la couverture d'une brochure (dont le nom figure dessus), et cite nommément l'avion.